# Delevan
Delevan – wieś w Stanach Zjednoczonych, w stanie Nowy Jork, w hrabstwie Cattaraugus.